# Иран в международных рейтингах

Иран на карте мира

Позиции Ирана в различных международных рейтингах:

## Сельское хозяйство
| Название | Место в рейтинге | Число участников | Источник                                                                           | Примечания                                                                                              | Год  |
| --- | ---------------- | ---------------- | ---------------------------------------------------------------------------------- | --- | ---- |
| Число тракторов в сельском хозяйстве Архивная копия от 16 января 2014 на Wayback Machine                            | 22               | 190              | Всемирный банк                                                                     | 258,000 работающих в сельском хозяйстве гусеничных и колесных тракторов (3.76 на душу населения)        | 2003 |
| Обрабатываемая земля на душу населения Архивная копия от 21 июня 2013 на Wayback Machine                            | 14               | 173              | Всемирная книга фактов ЦРУ                                                         | ~1,153 км² снабженной водой земли на миллион человек                                                    | 2003 |
| Площадь сельскохозяйственной земли Архивная копия от 1 июня 2013 на Wayback Machine                                 | 21               | 207              | Всемирный банк                                                                     | 489,570 км² сельскохозяйственной земли                                                                  | 2011 |
| Сельскохозяйственная земля на душу населения Архивная копия от 27 мая 2013 на Wayback Machine                       | 77               | 206              | Всемирный банк                                                                     | ~6,5 км² сельскохозяйственной земли на 1,000 человек                                                    | 2011 |
| Площадь сельскохозяйственных культур Архивная копия от 13 февраля 2014 на Wayback Machine                           | 18               | 181              | Продовольственная и сельскохозяйственная организация ООН                           | 2 миллиона гектаров постоянных культур                                                                  | 2000 |
| Процент пахотной земли                                                                                              | 109              | 199              | Всемирный банк                                                                     | 9.84 % земли пахотные                                                                                   | 2005 |
| Индекс сельскохозяйственного производства Архивная копия от 21 февраля 2014 на Wayback Machine                      | 49               | 211              | ООН                                                                                | Значение произведенной сельскохозяйственной продукции в 1989-91 годах принято за 100; Индекс Ирана: 123 | 2007 |
| Годовое потребление дизельного топлива в сельском хозяйстве Архивная копия от 5 апреля 2013 на Wayback Machine      | 7                | 107              | ООН                                                                                | Годовое потребление дизельного топлива в сельском хозяйстве в Иране составляет 3,341,000 тонн           | 2005 |
| Потребление электричества в сельском хозяйстве на душу населения Архивная копия от 4 апреля 2013 на Wayback Machine | 18               | 110              | ООН                                                                                | 241.3 киловатт/часов на душу населения в год                                                            | 2005 |
| Производство зерновых культур Архивная копия от 7 декабря 2013 на Wayback Machine                                   | 13               | 149              | Международный институт ресурсов Архивная копия от 29 марта 2021 на Wayback Machine | В год производится 141,000 тонн зерновых культур                                                        | 2001 |

## Телекоммуникации и информационные технологии в Иране
| Название                                                                                          | Место в рейтинге | Число участников | Источник                                                                             | Примечания | Год  |
| ------------------------------------------------------------------------------------------------- | ---------------- | ---------------- | ------------------------------------------------------------------------------------ | --- | ---- |
| E-readiness                                                                                       | 69               | 70               | Economist Intelligence Unit                                                          | Иран занял 69 место | 2010 |
| Число пользователей Интернета                                                                     | 13               | 195              | Мировая интернет статистика Архивная копия от 24 ноября 2017 на Wayback Machine      | 45,000,000 человек или 55,7 % населения страны (рост на 17 900 % за 13 лет) | 2009 |
| Число пользователей широкополосного Интернета                                                     | 28               | 196              | Международный союз электросвязи                                                      | 3,208,379 пользователей широкополосного Интернета или 4,1 % от населения Ирана | 2012 |
| Индекс развития телекоммуникаций и информационных технологий                                      | 87               | 155              | Международный союз электросвязи Архивная копия от 18 февраля 2015 на Wayback Machine | Иран занимает 87 место, значение индекса — 3.53. | 2011 |
| Число используемых телефонных линий                                                               | 12               | 220              | Всемирная книга фактов ЦРУ                                                           | В Иране используется 28,760,000 телефонных линий, из них 80 % были цифровыми в 2004 году 94,8 % of homes had telephone lines in 2010                                                                                | 2012 |
| Число используемых мобильных телефонов                                                            | 22               | 206              | Всемирный банк                                                                       | Жители Ирана располагают 56,043,006 мобильными телефонами | 2011 |
| Инвестиции в телекоммуникационную инфраструктуру в процентах от прибыли                           | 10               | 190              | Всемирный банк                                                                       | 73.68 % of total доходов в телекоммуникационном секторе экономики были вложены в расширение телекоммуникаций и киберинфраструктуры.                                                                                 | 2003 |
| Индекс развития «электронного правительства» Архивная копия от 7 сентября 2015 на Wayback Machine | 105              | 193              | ООН                                                                                  | Показатель Ирана — 0.4508, дополнительные показатели: 0.3701 — онлайн услуги, 0.2940 — телекоммуникационная инфраструктура, 0.6882 — человеческий капитал.                                                          | 2014 |
| Индекс электронной вовлеченности Архивная копия от 5 декабря 2014 на Wayback Machine              | 110              | 193              | ООН                                                                                  | Индекс показывает участие население страны в «электронном правительстве». | 2014 |
| Число ежедневных газет и других изданий Архивная копия от 4 апреля 2013 на Wayback Machine        | 14               | 124              | ООН                                                                                  | Ежедневно в Иране печатаются 112 газет и других изданий | 2000 |
| Число не-ежедневных газет и других изданий Архивная копия от 12 апреля 2013 на Wayback Machine    | 8                | 91               | ООН                                                                                  | В Иране печатаются 906 газет и других изданий с периодичностью более, чем один день | 2000 |
| Число телевизионных станций                                                                       | 67               | 228              | Всемирная книга фактов ЦРУ                                                           | В 1997 году в Иране насчитывалось 28 телевизионных станций и 450 ретрансляторов. | 1997 |
| Число интернет-провайдеров Архивная копия от 28 сентября 2013 на Wayback Machine                  | 9                | 165              | Всемирная книга фактов ЦРУ                                                           | 100 Интернет-провайдер интернет-провайдеров работают в Иране. | 2002 |
| Число интернет-хостов                                                                             | 72               | 232              | Всемирная книга фактов ЦРУ                                                           | В иране насчитывается 197,804 интернет-хостов | 2012 |
| Скорость интернета Архивная копия от 25 ноября 2014 на Wayback Machine                            | 153              | 195              | Netindex.com                                                                         | Скорость интернета в Иране 4,5 Мбит/с. Самый быстрый интернет в Тегеране, скорость скачивания/загрузки 8.6/7.4 Мбит/c, самый быстрый провайдер — SAMANEH SAMA PISHRO PERSIAN COMMUNICATIONS AND INF (29.94 Мбит/с). | 2010 |

## Демография
| Название                                                                   | Место в рейтинге | Число участников | Источник                   | Примечания | Год       |
| -------------------------------------------------------------------------- | ---------------- | ---------------- | -------------------------- | --- | --------- |
| Уровень рождаемости                                                        | 117              | 236              | ОЭСР                       | 18.2 на 1,000 населения в год | 2011      |
| Уровень смертности                                                         | 172              | 236              | ОЭСР                       | 5.9 смертей на 1,000 человек в год; Среди десяти самых частых причин смерти: 1. Коронарная недостаточность, 2. ДТП, 3. Инсульт, 4. Отдельные состояния, возникающие в перинатальном периоде, 5. Артериальная гипертензия, 6. Рак желудка, 7. Хроническая обструктивная болезнь лёгких, 8. Диарея, 9. Сердечно-сосудистые заболевания, 10. Инфекции нижних дыхательных путей | 2011      |
| Коэффициент разводов                                                       | 25               | Мир              | ООН                        | Число разводов на 1,000 населения в Иране составляет 0.94; К 2009 году оно выросло до 1.7 на 1,000 people | 2004      |
| Уровень урбанизации                                                        | 65               | 193              | Всемирная книга фактов ЦРУ | 68 % населения проживает в городах; всего в Иране 982 городов и 68,122 деревень (сел) | 2005-10   |
| Уровень младенческой смертности                                            | 108              | 188              | ООН                        | Уровень младенческой смертности в Иране составляет 27.16 на 1,000 родившихся. Смертности среди детей до 5 лет на 2006 год составляла 35.5/1,000 родившихся. | 2005-2010 |
| Материнская смертность Архивная копия от 9 февраля 2014 на Wayback Machine | 92               | 136              | ООН                        | 37/100,000 беременностей; К 2008 году Материнская смертность в Иране достигла показателя 27.8/100,000 Pregnancies | 2001      |
| Население                                                                  | 17               | 223              | ООН                        | Население Ирана составляет 77 549 005 человек или примерно 1,08 % от мирового населения | 2014      |
| Продолжительность жизни                                                    | 106              | 193              | ВОЗ                        | Ожидаемая продолжительность жизни составляет 73.5 года (72 года для мужчин и 75 лет для женщин) | 2012      |
| Коэффициент роста населения                                                | 96               | 230              | ООН                        | Население растет со скоростью 1,35 % в год | 2005-10   |
| Плотность населения                                                        | 160              | 239              | ООН                        | Плотность населения составляет 45.017 человек/км² | 2005      |
| Миграционный рейтинг                                                       | 115              | 222              | Всемирная книга фактов ЦРУ | Мигрантов на 1,000 населения: −0.08 | 2014      |
| Коэффициент рождаемости                                                    | 134              | 2000             | ООН                        | Коэффициент рождаемости составляет 1.93/женщину | 2012      |
| Число людей, родившихся за пределами государства                           | 19               | 193              | ООН                        | 3.4 % (2,649,516) населения страны составляют иммигранты, что в свою очередь составляет 1,1 % от числа всех иммигрантов в мире. | 2013      |
| Число беженцев Архивная копия от 26 декабря 2018 на Wayback Machine        | 1                | 110              | ООН                        | В стране проживает самое большое число беженцев в мире, 1,93 миллиона человек. В основном, из Афганистана и Ирака; Дополнительная информация: Афганские беженцы в Иране Архивная копия от 3 марта 2016 на Wayback Machine; На 2010 год в Иране проживало более 3 миллионов беженцев из Афганистана                                                                          | 1999      |
| Средний возраст                                                            | 120              | 230              | Всемирная книга фактов ЦРУ | Средний возраст: 28.3; Мужчины: 28; Женщины: 28.6. | 2014      |